# Nižný Kručov
Nižný Kručov je obec na Slovensku v okrese Vranov nad Topľou. Katastrem obce protéká řeka Topľa. Žije zde 387 obyvatel.
První písemná zmínka o obci pochází z roku 1327. Nachází se zde římskokatolický kostel Proměnění Páně.